# New journalism
 Der er for få eller ingen kildehenvisninger i denne artikel, hvilket er et problem. Du kan hjælpe ved at angive troværdige kilder til de påstande, som fremføres i artiklen.

New journalism eller fortællende journalistik er en skrivegenre indenfor den journalistiske verden, som dukkede op i 1960'erne og 1970'erne. I new journalism benytter man sig både af faktuelle oplysninger og fiktion; denne sammenblanding kaldes faktion.
Fortællende journalistik er genremæssigt en sammensmeltning af de fiktive/feature genrers fortællerteknikker - men med journalistens forpligtelse til virkeligheden.
Denne genre er ikke bare en genre, men også en arbejds- og skrivemetode. Det betyder, at journalisten både i research og tekst optræder neutralt, eller 'som fluen på vægen'. Med andre ord er journalisten en iagttager, der ikke tager del i begivenhederne og som ikke giver sig til kende på anden måde end gennem fortællerstemme og -position. 
Objektivitet og facts var sat i højsædet i den etablerede journalistik, man kommenterede ikke begivenhederne, og det var de ydre, nøgternt registrerbare ting, der blev beskrevet. Sjældent begav man sig ind på hverdagsfolkets territorium.      